# Campeonato Mundial de Atletismo de 2019 - Lançamento de dardo masculino
A competição do lançamento de dardo masculino no Campeonato Mundial de Atletismo de 2019 foi realizada no Estádio Internacional Khalifa, em Doha, no Catar, nos dias 5 e 6 de outubro.

## Recordes
Antes da competição, os recordes eram os seguintes: 
| Recorde mundial                               | Jan Železný (CZE)      | 98.48 | Jena, Alemanha               | 25 de maio de 1996      |
| Recorde do campeonato                         | Jan Železný (CZE)      | 92.80 | Edmonton, Canadá             | 12 de agosto de 2001    |
| Recorde do ano                                | Magnus Kirt (EST)      | 90.61 | Kuortane, Finlândia          | 22 de junho de 2019     |
| Recorde africano                              | Julius Yego (KEN)      | 92.72 | Pequim, China                | 26 de agosto de 2015    |
| Recorde asiático                              | Cheng Chao-tsun (TPE)  | 91.36 | Taipé, Taiwan                | 26 de agosto de 2017    |
| Recorde da América do Norte, Central e Caribe | Breaux Greer (USA)     | 91.29 | Indianápolis, Estados Unidos | 21 de junho de 2007     |
| Recorde da América do Sul                     | Edgar Baumann (PAR)    | 84.70 | San Marcos, Estados Unidos   | 17 de outubro de 1999   |
| Recorde europeu                               | Jan Železný (CZE)      | 98.48 | Jena, Alemanha               | 25 de maio de 1996      |
| Recorde da Oceania                            | Jarrod Bannister (AUS) | 89.02 | Brisbane, Austrália          | 29 de fevereiro de 2008 |

## Medalhistas
| Ouro                  | Prata             | Bronze                |
| Anderson Peters (GRN) | Magnus Kirt (EST) | Johannes Vetter (GER) |

## Tempo de qualificação
| Tempo de qualificação |
| --------------------- |
| 83.00 m               |

## Calendário
| Data                 | Horário | Fase         |
| -------------------- | ------- | ------------ |
| 5 de outubro de 2019 | 16:30   | Qualificação |
| 6 de outubro de 2019 | 19:55   | Final        |

Todos os horários estão no horário local (UTC+3)

## Resultados

### Qualificação
Qualificação: 84.00 m (Q) ou as 12 melhores performances (q). 
| Pos. | Grupo | Atleta                 | Nacionalidade     | Tentativa | Tentativa | Tentativa | Marca | Notas            |
| Pos. | Grupo | Atleta                 | Nacionalidade     | 1         | 2         | 3         | Marca | Notas            |
| ---- | ----- | ---------------------- | ----------------- | --------- | --------- | --------- | ----- | ---------------- |
| 1    | A     | Johannes Vetter        | Alemanha          | 89.35     |           |           | 89.35 | Q                |
| 2    | B     | Magnus Kirt            | Estónia           | 81.00     | 88.36     |           | 88.36 | Q                |
| 3    | A     | Anderson Peters        | Granada           | 82.06     | 85.34     |           | 85.34 | Q                |
| 4    | B     | Kim Amb                | Suécia            | x         | 82.98     | 84.85     | 84.85 | Q                |
| 5    | B     | Keshorn Walcott        | Trinidad e Tobago | 84.44     |           |           | 84.44 | Q                |
| 6    | A     | Jakub Vadlejch         | Chéquia           | 81.70     | 84.31     |           | 84.31 | Q                |
| 7    | A     | Julian Weber           | Alemanha          | 84.29     |           |           | 84.29 | Q                |
| 8    | A     | Julius Yego            | Quênia            | 83.86     | 83.76     | 80.62     | 83.86 | q                |
| 9    | A     | Norbert Rivasz-Tóth    | Hungria           | 83.42     | 81.06     | 77.27     | 83.42 | q,               |
| 10   | B     | Cheng Chao-tsun        | Taipé Chinesa     | 79.08     | 83.40     | 79.88     | 83.40 | q                |
| 11   | A     | Marcin Krukowski       | Polónia           | 82.44     | x         | 82.02     | 82.44 | q                |
| 12   | B     | Lassi Etelätalo        | Finlândia         | 75.11     | x         | 82.26     | 82.26 | q                |
| 13   | B     | Alexandru Novac        | Roménia           | 82.12     | 78.18     | 79.75     | 82.12 |                  |
| 14   | B     | Aliaksei Katkavets     | Bielorrússia      | 75.88     | x         | 82.08     | 82.08 |                  |
| 15   | B     | Ryohei Arai            | Japão             | 81.71     | x         | 72.99     | 81.71 |                  |
| 16   | B     | Arshad Nadeem          | Paquistão         | 81.52     | 75.48     | x         | 81.52 | Recorde nacional |
| 17   | B     | Rolands Štrobinders    | Letônia           | 81.09     | 80.60     | 79.51     | 81.09 |                  |
| 18   | B     | Michael Shuey          | Estados Unidos    | 77.04     | x         | 80.53     | 80.53 |                  |
| 19   | B     | Oliver Helander        | Finlândia         | x         | 80.36     | x         | 80.36 |                  |
| 20   | B     | Andreas Hofmann        | Alemanha          | 80.06     | x         | x         | 80.06 |                  |
| 21   | A     | Gatis Čakšs            | Letônia           | 79.94     | x         | 79.63     | 79.94 |                  |
| 22   | A     | Edis Matusevičius      | Lituânia          | 73.98     | 75.73     | 79.60     | 79.60 |                  |
| 23   | B     | Thomas Röhler          | Alemanha          | x         | 79.23     | x         | 79.23 |                  |
| 24   | A     | Shivpal Singh          | Índia             | 75.91     | 78.97     | x         | 78.97 |                  |
| 25   | A     | Liu Qizhen             | China             | 75.24     | x         | 75.81     | 75.81 |                  |
| 26   | A     | Riley Dolezal          | Estados Unidos    | 75.62     | x         | 74.85     | 75.62 |                  |
| 27   | A     | Pavel Mialeshka        | Bielorrússia      | x         | 75.14     | x         | 75.14 |                  |
| 28   | A     | Antti Ruuskanen        | Finlândia         | 72.65     | 75.05     | x         | 75.05 |                  |
| 29   | A     | Albert Reynolds        | Santa Lúcia       | 69.68     | 73.91     | x         | 73.91 |                  |
| 30   | A     | Oleksandr Nychyporchuk | Ucrânia           | x         | 72.75     | x         | 72.75 |                  |
| 31   | B     | Zhao Qinggang          | China             | x         | x         | x         | NM    |                  |
| 32   | B     | Vítězslav Veselý       | Chéquia           |           |           |           | DNS   |                  |

### Final
A final ocorreu dia 6 de outubro às 19:57. 
| Pos.              | Atleta              | Nacionalidade     | Tentativa | Tentativa | Tentativa | Tentativa | Tentativa | Tentativa | Marca | Notas |
| Pos.              | Atleta              | Nacionalidade     | 1         | 2         | 3         | 4         | 5         | 6         | Marca | Notas |
| ----------------- | ------------------- | ----------------- | --------- | --------- | --------- | --------- | --------- | --------- | ----- | ----- |
| Medalha de ouro   | Anderson Peters     | Granada           | 86.69     | 81.26     | 79.82     | 86.89     | 84.59     | 83.63     | 86.89 |       |
| Medalha de prata  | Magnus Kirt         | Estónia           | 83.95     | 86.21     | 85.17     | 85.90     | x         | r         | 86.21 |       |
| Medalha de bronze | Johannes Vetter     | Alemanha          | x         | 85.37     | 82.51     | x         | 82.29     | x         | 85.37 |       |
| 4                 | Lassi Etelätalo     | Finlândia         | 72.00     | 77.92     | 82.49     | 74.62     | x         | 74.63     | 82.49 |       |
| 5                 | Jakub Vadlejch      | Chéquia           | 77.32     | 81.98     | 82.19     | 77.36     | x         | x         | 82.19 |       |
| 6                 | Julian Weber        | Alemanha          | 81.20     | 81.26     | 80.80     | 79.43     | 79.46     | 73.58     | 81.26 |       |
| 7                 | Marcin Krukowski    | Polónia           | 80.56     | 79.91     | x         | x         | x         | x         | 80.56 |       |
| 8                 | Kim Amb             | Suécia            | 78.93     | 80.42     | 78.51     | 75.71     | x         | x         | 80.42 |       |
| 9                 | Norbert Rivasz-Tóth | Hungria           | 79.73     | 77.89     | 76.55     |           |           |           | 79.73 |       |
| 10                | Cheng Chao-tsun     | Taipé Chinesa     | 74.74     | 77.51     | 77.99     |           |           |           | 77.99 |       |
| 11                | Keshorn Walcott     | Trinidad e Tobago | 75.30     | 77.47     | x         |           |           |           | 77.47 |       |
| 12                | Julius Yego         | Quênia            | x         | x         | x         |           |           |           | NM    |       |

Legenda
| Recorde mundial       | Recorde mundial (World record)               |                       | Recorde africano                      | Recorde africano (African) |                                           | Q | Classificado por posição (Qualified) |
| Recorde do campeonato | Recorde do campeonato (Championship record)  | Recorde da América    | Recorde da América (Americas)         | q                          | Classificado por melhor tempo (Qualified) |   |                                      |
| Melhor marca do ano   | Melhor marca do ano (World leading)          | Recorde asiático      | Recorde asiático (Asian)              | DNS                        | Não largou (Did not start)                |   |                                      |
| Recorde nacional      | Recorde nacional (National record)           | Recorde europeu       | Recorde europeu (European)            | DNF                        | Não terminou (Did not finish)             |   |                                      |
| Recorde pessoal       | Recorde pessoal do atleta (Personal best)    | Recorde da Oceania    | Recorde da Oceania (Oceania)          | DSQ / DQ                   | Desclassificado (Disqualified)            |   |                                      |
| Recorde da temporada  | Recorde da temporada do atleta (Season best) | Recorde sul-americano | Recorde sul-americano (South America) | NM                         | Sem marca (No mark)                       |   |                                      |